# Fantasy-Jahr 2024
Übersicht

◄◄ | ◄ | 2020 | 2021 | 2022 | 2023 | Fantasy-Jahr 2024 | 2025

Weitere Ereignisse